# Macute (Chorwacja)
Macute – wieś w Chorwacji, w żupanii virowiticko-podrawskiej, w gminie Voćin. W 2011 roku liczyła 33 mieszkańców.